# پارسیان مغولستان
پارسیان مغولستان یکی از جوامع زرتشتیان خارج از ایران هستند که طی مهاجرت ایرانیان پس از حمله اعراب به ایران به این کشور مهاجرت کردند.

## پیشینه
آگاهی از حضور جماعت پارسیان هند به زمان جنگ بین‌الملل و اسارت یکی از اهالی مغولستان به نام بهرام پور کیقباد پورجهانگیر به دست متحدین باز می‌گردد. این اسیر به خوبی به فارسی صحبت می‌کرده و اوستا را از بر بوده. بنا به گزارش  رشید شهمردان مرکز حضور زرتشتیان مغولستان شهر اولان‌باتور بوده و تحت رهبری فردی به نام وانگ تهمورث بوده‌اند. گویا آنان به زبان پارسی دری صحبت کرده که به آن دازه می‌گفتند و به همین زبان نیز می‌نوشتند.